# Gare de Nyers
Gare de Nyers vasútállomás Franciaországban, Nyer településen.

## Vasútvonalak
Az állomást az alábbi vasútvonalak érintik:
- Ligne de Cerdagne

## Kapcsolódó állomások
A vasútállomáshoz az alábbi állomások vannak a legközelebb:
- Gare d’Olette - Canaveilles-les-Bains (Gare de Villefranche - Vernet-les-Bains)
- Gare de Thuès-les-Bains (Gare de Latour-de-Carol - Enveitg)